# Harakat Hazm
Harakat Hazm (Arabisch: حركة حزم) (Nederlands: beweging van standvastigheid) was een militaire coalitie in de Syrische Burgeroorlog. Harakat Hazm behoorde tot het Vrij Syrisch Leger en bestond voornamelijk uit voormalige leden van de Syrische strijdkrachten. De geschatte sterkte van Harakat Hazm was ongeveer 5000 strijders. Harakat Hazm had een seculiere inslag en zei te strijden voor een democratische staat in Syrië. De beweging was vooral sterk in het noorden van Syrië, aan de Turkse grens. Sinds de formatie van de beweging op 25 januari 2014 hebben de Verenigde Staten antitankwapens aan de beweging geleverd. Harakat Hazm is verschillende keren slaags geraakt met radicalere rebellenbewegingen als Jabhat al-Nusra en de Islamitische Staat in Irak en de Levant. Harakat Hazm behoorde tot de selecte groep Syrische rebellen die door de Verenigde Staten gezien worden als bondgenoten in de Syrische oorlog. Op 1 maart 2015, na een aantal zware gevechten met Jabhat al-Nusra, kondigde Harakat Hazm aan dat ze zich zouden opheffen en onderdeel worden van het Levant Front.